# Rostselmasch
Rostselmasch (russisch Ростсельмаш; englische Transkription Rostselmash) ist der größte Landmaschinenhersteller Russlands und insgesamt Osteuropas. Das Unternehmen produziert und vertreibt Produkte wie Feldhäcksler, Mähdrescher, Futtererntemaschinen, Ballenpressen, aber auch Technik für die Lagerung und Verarbeitung von Getreide, für die Viehzucht und für den Straßenbau. Rostselmasch ist an der Moskauer Börse RTS notiert und bietet seine Produkte in insgesamt 19 Ländern an.

## Geschichte
Am 21. Juni 1929 wurde Rostselmasch in Rostow am Don gegründet. Im Jahr 1931 produzierte das Werk die ersten zwei Mähdrescher, die den Namen Stalinez erhielten. Der Name Stalinez ist eine Ableitung von Josef Stalin, zu diesem Zeitpunkt faktisch bereits Diktator der Sowjetunion. Im selben Jahr führte Rostselmasch Tests mit den neuen Prototypen in der Region Krasnodar durch und verglich sie mit den westlichen Herstellern wie Oliver, Holt und Caterpillar. Die Tests der Erntemaschinen verliefen erfolgreich, so dass die Serienfertigung der Mähdrescher mit der neuen Bezeichnung Stalinez-1 im Jahr 1932 aufgenommen werden konnte. Fünf Jahre später stellte Rostselmasch die Erntemaschine Stalinez-1 auf der Handels-Industrie-Ausstellung in Paris vor.
Am 14. Juni 1940 produzierte Rostselmasch den 50.000. Stalinez-1.
Während des Zweiten Weltkrieges war Rostselmasch gezwungen, seine Anlagen im Rahmen der Ostverlagerung sowjetischer Industriebetriebe zu demontieren und nach Taschkent zu verlegen, der heutigen Hauptstadt Usbekistans. In Taschkent wurden die Anlagen wieder installiert und auf Rüstungsproduktion umgestellt. Am 14. Februar 1943 gelang es den sowjetischen Truppen die Heimatstadt von Rostselmasch Rostow am Don zurückzuerobern, jedoch wurde die Stadt und die Fabrik der Firma während des Krieges komplett zerstört. Das Unternehmen baute seine Anlagen in Rostow am Don wieder auf und führte zunächst Wartungsarbeiten an Panzern, Traktoren und an anderen Fahrzeugen durch. Nach der Fertigstellung der Fabrik entwarfen die Ingenieure eine neue Erntemaschine, die Stalinez-6. Die Konstrukteure des neuen Modells wurden aufgrund ihrer herausragenden Leistungen mit der höchsten zivilen Auszeichnung der Sowjetunion, dem Stalinpreis, ausgezeichnet.
Die Produktion von Erntemaschinen mit der Bezeichnung Stalinez wurde nach der oben dargestellten Verlagerung aus dem Frontabschnitt vom Landmaschinenwerk Tula fortgeführt. Hier entstanden bis in die 1950er Jahre die Baureihen Stalinez-2, Stalinez-3 und Stalinez-4. Ein erhaltenes Modell vom S4 befindet sich im Agrarmuseum Wandlitz (Barnim Panorama).
In den 1950er Jahren stellte man die Produktion schrittweise immer mehr auf Mähdrescher um. 1958 erhielt das Unternehmen die Aufgabe, in kurzer Zeit einen selbstfahrenden Mähdrescher SK-3 zu entwickeln und zu produzieren.
1962 begann Rostselmasch mit der Produktion des Folgemodells SK-4. Das Modell war leistungsfähiger als die Vorgängermodelle. Diese Maschine wurden mit einem Diplom der Leipziger Messe 1963 ausgezeichnet, im Folgejahr erhielt sie Auszeichnungen in der Tschechoslowakei und Ungarn.
1969 wurde der millionste und 1984 der zweimillionste Mähdrescher in der Fabrik von Rostselmasch produziert.

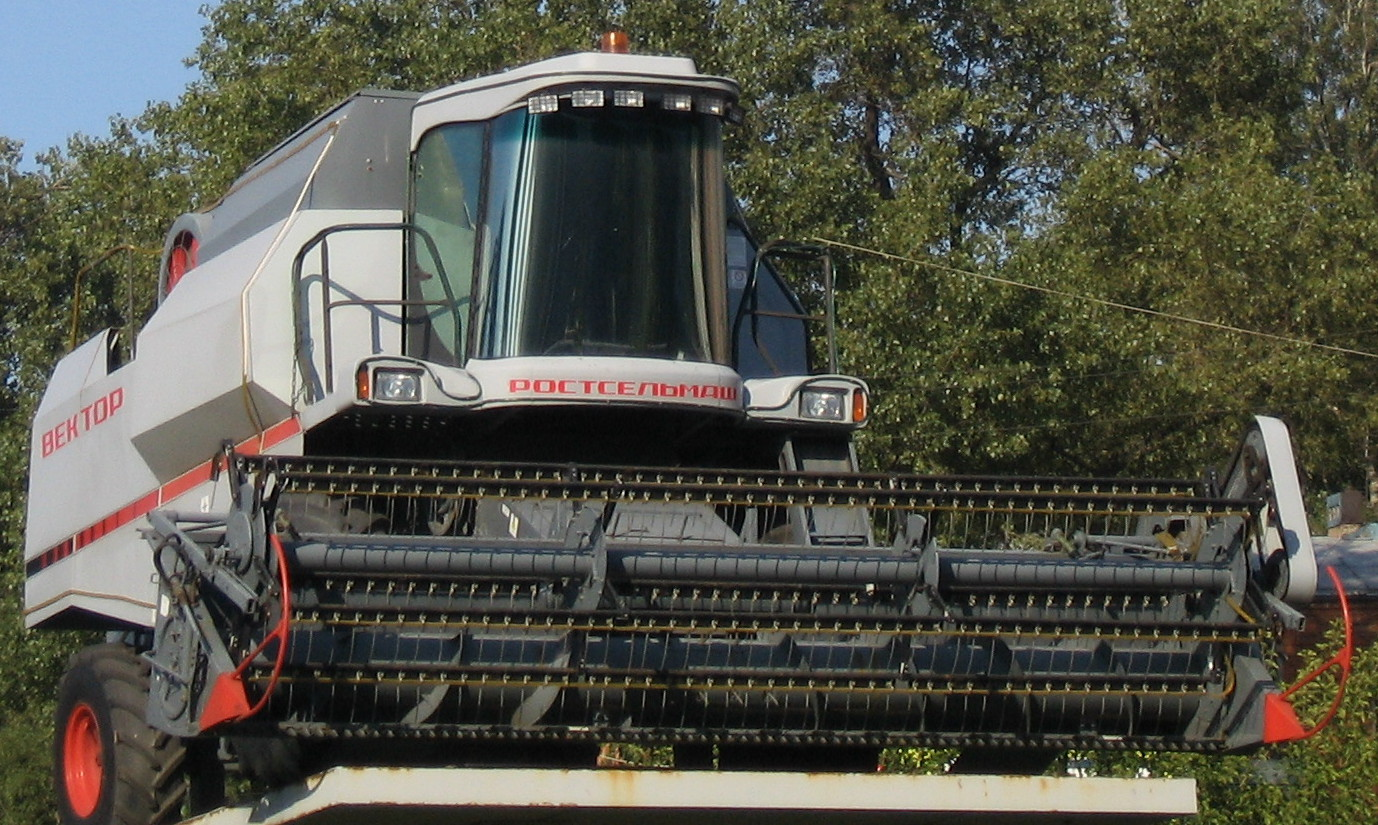
Mähdrescher der Rostselmasch-Baureihe Vector

Im Jahr 2007 wurde bekannt, dass Rostselmasch 80 Prozent der Stammaktien von Buhler Industries aus Kanada erworben hat. Momentan expandiert das Unternehmen Rostselmasch auch wieder in den Staaten der ehemaligen Sowjetunion. So wurde Anfang Februar 2010 bekannt, dass Rostselmasch in der Ukraine, in der Oblast Donezk, einen Produktionsstandort errichten will.
2017 wurde die RSM Agrartechnik GmbH in Melle, als deutsche Niederlassung von Rostselmasch gegründet.

## Trivia
Die letzte Etappe des Fackellaufs vor der Eröffnung der Olympischen Winterspiele 2014 wurde mit einem Rostselmasch-Mähdrescher zurückgelegt.